# Sommer-Paralympics 2008/Teilnehmer (Belgien)
| stlisierte Goldmedaille | stlisierte Silbermedaille | stlisierte Bronzemedaille |
| ----------------------- | ------------------------- | ------------------------- |
| —                       | —                         | 1                         |

Belgien nahm mit 21 Athleten an den Sommer-Paralympics 2008 im chinesischen Peking teil.
Fahnenträger beim Einzug der Mannschaft war der Tischtennisspieler Nico Vergeylen. Der einzige Medaillengewinner war der Radfahrer Jan Boyen. Er gewann eine Bronzemedaille.

## Teilnehmer nach Sportart

### Goalball
Männer
- Youssef Bihi
- Vincent Buisseret
- Bruno Vanhofe
- Johan De Rick
- Peter Van Hout
- Danny Van Eenooghe

### Leichtathletik
Männer
- Gino De Keersmaeker
- Kurt Vanraefelghem
- Frederic Van den Heede

### Radsport
Männer
- Jan Boyen
- Marc Eymard

### Reiten
Männer
- José Lorquet
- Bert Vermeir

### Rollstuhltennis
Männer
- Joachim Gérard
- Annick Sevenans

### Schwimmen
Männer
- Kevin Lambrechts
- Sven Decaesstecker

### Tischtennis
Männer
- Marc Ledoux
- Mathieu Loicq
- Nico Vergeylen
- Dimitri Ghion